# Campanula segusina
Campanula segusina là loài thực vật có hoa trong họ Hoa chuông. Loài này được Beyer mô tả khoa học đầu tiên năm 1916 publ. 1917.